# Driehonderd Tanggedichten
Driehonderd Tanggedichten is een bundel met een selectie van de mooiste gedichten van de Tang-dynastie (618 - 907). Deze 290 jaar durende periode wordt gezien als de gouden eeuw van de Chinese dichtkunst. In deze dynastie werden meer dan 50.000 gedichten gemaakt en op schrift gesteld. In de dichtbundel zijn zevenenzeventig dichters opgenomen. Hoewel de titel doet vermoeden dat het om driehonderd gedichten gaat, gaat het in werkelijkheid om driehonderdenelf gedichten. De meeste gedichten zijn van Du Fu. Van hem staan achtendertig gedichten vermeld in dit boek. Negenentwintig gedichten zijn van Wang Wei en zevenentwintig gedichten zijn van Li Bai. Tweeëntwintig gedichten zijn van Li Shangyin. Andere dichters die in dit boek zijn opgenomen zijn onder andere Zhang Jiuling, Bai Juyi en Meng Haoran.
De dichtbundel is in de Qing-dynastie samengesteld door Sun Zhu (孫洙, 1711-1778). Lange tijd was de dichtbundel verplicht op de boekenlijst van scholen in China en Chineestalig onderwijs buiten China. Tegenwoordig wordt niet de gehele bundel behandeld op scholen. Bij de oprichting van de Volksrepubliek China in 1949 kwam er zelfs een abrupt eind aan het gebruikt ervan in het onderwijs.